# Phantasy Star II
Phantasy Star II (ファンタシースターII 還らざる時の終わりに, Fantashī Sutā II Kanrazaru Ji No Owari ni) est un jeu de rôle développé par Team Shinobi et édité par Sega sorti en 1989 sur Mega Drive. Il s'agit du deuxième épisode de la série Phantasy Star, sorti également en Europe et aux États-Unis.

## Système de jeu
Le jeu propose de diriger une équipe de personnages. Les combats se déroulent au « tour par tour » et le joueur donne d'abord les instructions aux personnages composant son équipe (jusqu'à quatre) et suit le déroulement du tour. Puis il donne les instructions pour le tour suivant etc. Les ordres donnés vont de l'utilisation de magie, à l'attaque normale ou spéciale, en passant par l'utilisation d'objet ou la défense (à l'aide d'un bouclier). Le jeu est très difficile et le joueur est contraint de faire du levelling (stopper à un endroit du jeu pour s'entraîner et améliorer certaines caractéristiques de personnages).

## Scénario
( voir aussi l'article Phantasy Star )
Quelque part dans la galaxie d'Andromède se trouve le système solaire d'Algol. Son étoile principale, Algo, a trois planètes en orbite autour d'elle. La première est Palm (Palma), le siège du gouvernement, où se trouvent les classes aisées de la population. La seconde est Mota (Motavia). Anciennement désertique et hostile à cause de la présence de fourmis-lions géantes, elle est transformée en paradis tropical et des moyens artificiels d'irrigation sont utilisés. Depuis, la vie sur cette planète est devenue agréable. La plus lointaine est Dezo (Dezolis), la planète de glace, peu connue.
Mille ans ont passé depuis qu'Alis a libéré Algol de l'emprise de Lassic (voir Phantasy Star). Algol est depuis devenue prospère, sous la direction et le soin d'un ordinateur géant nommé « Mother Brain », qui dirige les Climatrol Tower, Bio-Systems Lab et tout ce qui régule la vie des populations de Mota.
Le jeu débute par un court monologue voyant Rolf (le héros du jeu) raconter un de ses cauchemars récurrents : une jeune femme ressemblant à Alis combattant un démon. Dans son rêve il ne peut pas intervenir et interpeller ou arrêter le démon alors qu'il blesse la femme. Mais il se réveille à chaque fois avant qu'elle ne soit tuée. Quittant sa maison à Paseo, la capitale de Motavia, Rolf rejoint la « Central Tower » où le « Commander », chef du gouvernement de Motavia, lui assigne une nouvelle mission.

## Personnages

### Personnages jouables

#### Rolf Landale
- Nom en version japonaise :  ユーシス Eusis
- Race Humaine
- Age 21
- Métier Agent
- Anniversaire 17 septembre
- Taille 177 cm (5’8”)

#### Nei
- Nom en version japonaise : ネイ
- Race « Numan »
- Age 1
- Métier Aucun
- Anniversaire 30 août
- Taille 164 cm (5’4”)

#### Rudolf “Rudo” Steiner
- Nom en version japonaise : ルドガー・シュタイナー Rudgar Steiner
- Race Humaine
- Age 35
- Métier Chasseur
- Anniversaire 1er juillet
- Taille 190 cm (6’2”)

#### Amy Sage
- Nom en version japonaise : アンヌ・サガ Anne Saga
- Race Humaine
- Age 23
- Métier Docteur
- Anniversaire 26 avril
- Taille 158 cm (5’2”)

#### Hugh Thompson
- Nom en version japonaise : ヒューイ・リーン Huey Lean
- Race Humaine
- Age 20
- Métier Biologiste
- Anniversaire 14 juin
- Taille 175 cm (5’7”)

#### Anna Zirski
- Nom en version japonaise : アーミア・アミルスキー Amya Amilski
- Race Humaine
- Age Inconnu
- Métier Guardian/Counter Hunter (US/JP)
- Anniversaire inconnu
- Taille 168 cm (5’5”)

#### Josh “Kain”
- Nom en version japonaise : カインズ・ジ・アン Kinds The An
- Race Humaine
- Age 21
- Métier Démolisseur (Wrecker)
- Anniversaire 9 décembre
- Taille 180 cm (5’9”)

#### Shir Gold
- Nom en version japonaise : シルカ・レビニア Shilka Levinia
- Race Humaine
- Age 21
- Métier Voleuse
- Anniversaire 1er avril
- Taille 161 cm (5’3”)

### Autres personnages

#### Personnages importants
- Le « Commander » de Mota : Supérieur de Rolf, il lui assigne des missions et lui fournit les informations nécessaires.
- Lutz
- Tyler : un pirate de l'espace qui sauve l'équipe du héros sur le satellite Gaira.
- Ustvestia : Un musicien qui apprend aux personnages la technique « Musik »

#### Ennemis
- Dark Force
- Mother Brain
- Neifirst

## Équipe de développement
- Scénariste, réalisateur : Akinori Nishiyama
- Assistant réalisateur : Hirota Saeki
- Art Director : Chaotic Kaz
- Character Design : Toru Yoshida
- Mechanical Design : Judy Totoya
- Design : Rieko Kodama, Myau Choko, Naoto Ohshima, Ichiemon, Wakasama, Stresteles, Hitoshi Yoneda, Gen
- Compositeur : Tokuhiko Uwabo
- Effets sonores : Navy, Tarnya
- Assistant programmeur : Tapkara Sat
- Programmeur : Com Blue
- Producteur, programmeur : Yuji Naka

## Portage
- Sur Saturn et Game Boy Advance dans une compilation nommée Phantasy Star Collection, en compagnie de Phantasy Star et Phantasy Star III. Phantasy Star IV n'est pas dans la liste sur GBA.
- Sur PlayStation 2 en 2005 dans la collection Sega Ages, sous le titre Phantasy Star Generation: 2 (2 in 1, Phantasy Star: Generation 2 & Phantasy Star II) (uniquement au Japon).
- Sur PlayStation 2 en 2006 dans la compilation Sega Mega Drive Collection (regroupant Phantasy Star II, Phantasy Star III et Phantasy Star IV entre autres).
- Sur PlayStation 2 en 2008 dans la compilation Phantasy Star Complete Collection, au Japon uniquement.
- Dans Sega Mega Drive Ultimate Collection sur PlayStation 3 et Xbox 360 en 2009, accompagné de nombreux autres jeux Mega Drive.
- Sur Xbox 360 le 10 juin 2009, mis à la disposition en téléchargement sur le Xbox Live Arcade au tarif de 400 MS Points, soit environ 5 €.

## Accueil
| Phantasy Star II |      |       |
| Média            | Nat. | Notes |
| Dragon Magazine  | US   | 4.5/5 |